# Ch’oe Hŭi Jŏng
Ch’oe Hŭi Jŏng, również Choe Hui Jong (kor. 최희정, ur. 22 października 1946) – północnokoreański polityk. Ze względu na przynależność do najważniejszych gremiów politycznych Korei Północnej, uznawany za członka elity władzy KRLD.

## Kariera
Ch’oe Hŭi Jŏng urodził się 22 października 1946 roku. Absolwent metalurgii na Politechnice im. Kim Ch’aeka w Pjongjangu. Karierę zawodową rozpoczynał w Zakładach Odzieżowych w mieście Kaesŏng. Niewiele wiadomo na temat przebiegu jego kariery zawodowej, naukowej i politycznej w latach 80. XX wieku. W listopadzie 1993 roku został szefem zespołu badawczego zajmującego się procesem hartowania metali w państwowym Instytucie Badań Naukowo-Technicznych.
Pierwsze kierownicze stanowisko w państwowych instytucjach zajmujących się nauką i techniką objął w lutym 1994 roku, kiedy to został szefem Narodowego Instytutu Nauki i Techniki (kor. 국가과학기술위원회). W tym samym roku, w maju, mianowany przewodniczącym Koreańskiego Młodzieżowego Stowarzyszenia Naukowo-Technicznego (kor. 조선과학기술청년동맹).
Od grudnia 1998 roku szef Wielkiej Biblioteki Ludowej na Placu Kim Ir Sena w Pjongjangu. Od 2002 przewodniczący Stowarzyszenia Bibliotek Koreańskich. W 2007 mianowany prezesem Państwowego Urzędu Zarządzania Jakością.
Od sierpnia 2009 roku dyrektor Wydziału Nauki i Techniki Komitetu Centralnego Partii Pracy Korei. Na mocy postanowień 3. Konferencji Partii Pracy Korei 28 września 2010 roku po raz pierwszy zasiadł w samym Komitecie Centralnym.
Deputowany Najwyższego Zgromadzenia Ludowego KRLD, parlamentu KRLD, począwszy od X kadencji (tj. od września 1998 roku do dziś).
Po śmierci Kim Dzong Ila w grudniu 2011 roku, Ch’oe Hŭi Jŏng znalazł się na wysokim, 39. miejscu w 233-osobowym Komitecie Żałobnym. Świadczyło to o formalnej i faktycznej przynależności Ch’oe Hŭi Jŏnga do grona ścisłego kierownictwa politycznego Koreańskiej Republiki Ludowo-Demokratycznej. Według specjalistów, miejsca na listach tego typu określały rangę polityka w hierarchii aparatu władzy.